# أل غرابوسكي
أل غرابوسكي (بالإنجليزية: Al Grabowski)‏ هو لاعب كرة قاعدة أمريكي، ولد في 4 سبتمبر 1901 في سيراكيوز في الولايات المتحدة، وتوفي في 29 أكتوبر 1966 في Memphis, New York ‏ في الولايات المتحدة.

## وصلات خارجية
- أل غرابوسكي على موقعبيزبول رفرنس.كوم (الدوري الرئيسي) (الإنجليزية)
- أل غرابوسكي على موقعبيزبول رفرنس.كوم (الدوري الثانوي) (الإنجليزية)